# Терминатор: Хронике Саре Конор
Терминатор: Хронике Саре Конор (енгл. Terminator: The Sarah Connor Chronicles) је америчка ТВ серија. Серија прати животе Саре и Џона Конора после догађаја који су се одиграли у филму Терминатор 2: Судњи дан.